# Patéla di Prinias

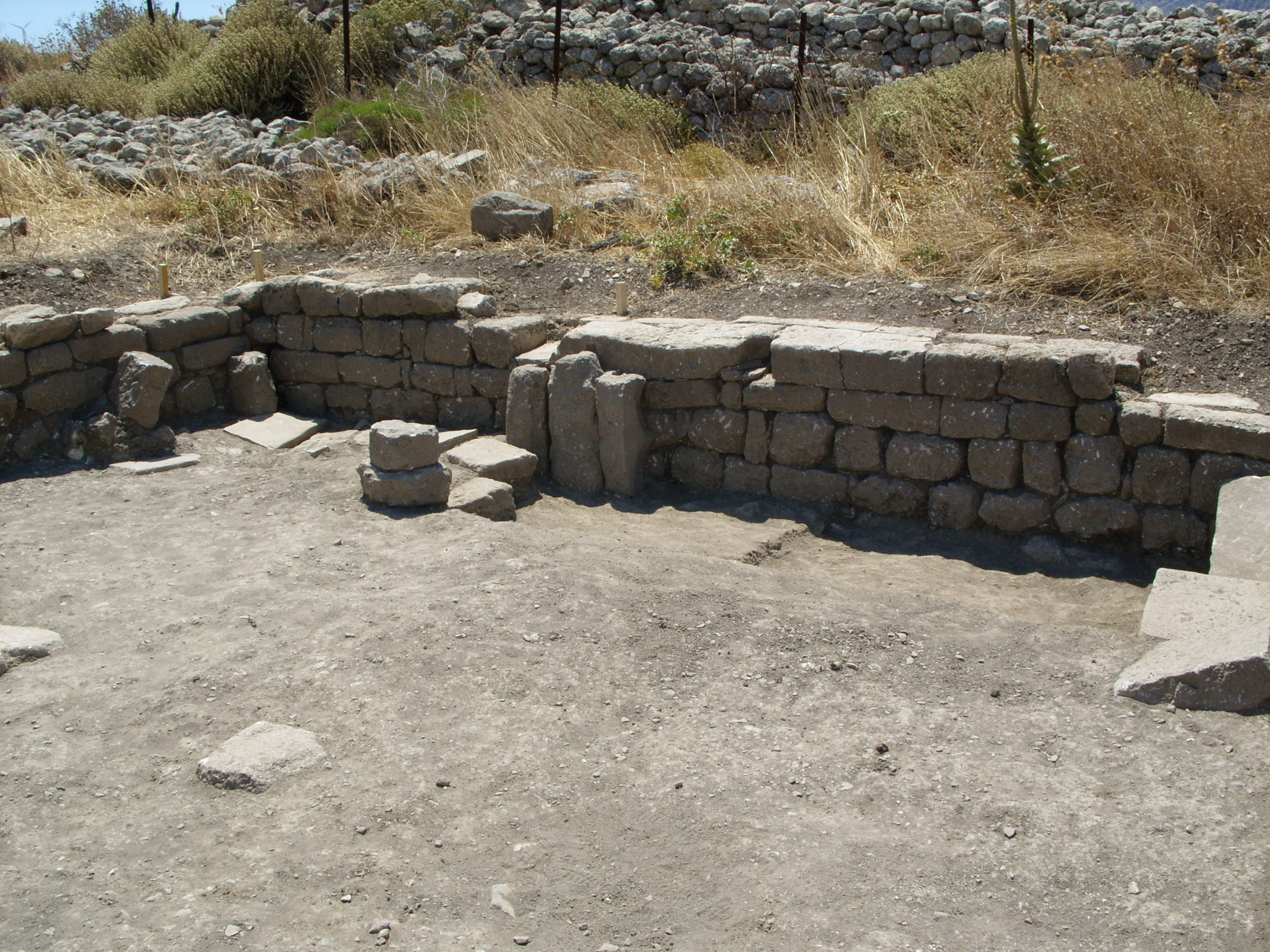
Gli scavi sulla Patéla nel 2007

La Patéla di Priniàs (dal greco Πατέλλα, altopiano) è un altopiano che dista poco più di due chilometri di distanza dal piccolo borgo omonimo.

## Storia degli scavi
Qui si crede di aver riconosciuta l'antica Rhizenia (o Rizinia, in greco Ριζηνία ).
La località fu individuata da Federico Halbherr nel 1894, sulle pendici orientali del Monte Ida, ma è la missione archeologica italiana di Creta, diretta da Luigi Pernier a fare le scoperte più importanti fra il 1906 e il 1908. Le tre campagne di scavi condotte si conclusero con la scoperta di due templi protoarcaici (denominati A e B) e di una fortezza di età tardo classica - ellenistica.
Nel 1969 gli scavi furono ripresi dalla missione archeologica dell'Università degli Studi di Catania diretta inizialmente da Giovanni Rizza (fino al 2005) e poi condotti fino ad oggi da Dario Palermo; l'Istituto per i beni archeologici e monumentali (noto con l'acronimo Ibam), facente parte del CNR, partecipa alla ricerca scientifica del sito a partire dal 1984.
L'importanza del sito è universalmente conosciuta in quanto si tratta dell'unica città nota la cui continuità di vita è attestata lungo il cosiddetto Medioevo ellenico e presenta tracce di frequentazione fino all'età ellenistica (quando viene edificato nella parte orientale della collina un impianto fortificato chiamato appunto La Fortezza).
L'esplorazione della città si è soprattutto sviluppata nel settore sud-orientale della Patéla (nell'area ad est dei templi A e B scoperti da Pernier e nella terrazza che si affaccia sul margine meridionale dell'altura), dove l'impianto è caratterizzato da particolari edifici irregolari che si sviluppano nel senso est-ovest e da stradine tortuose che sembrano seguire i capricci del terreno.
Nel suo ultimo impianto, databile al periodo compreso fra i secoli VIII e VII, la città è caratterizzata da una maglia di strade regolari che delimitano isolati composti da ambienti di grandi dimensioni. Un terzo edificio templare, il tempio C, è databile al periodo di transizione tra gli altri due edifici religiosi (tempio B e tempio A). Dal sito sono emersi inoltre i resti di un santuario protoarcaico. La fase più recente (i pavimenti) appartengono alla fase di abbandono, in quanto poco anteriori alla distruzione degli edifici, e si datano alla metà del VI secolo a.C., mentre i materiali e i resti più antichi sono del XIII secolo a.C.. Di recente (2007) si sono scoperti nuovi dati sui culti ivi praticati. È infatti venuto alla luce un insieme di tre pilastrini identificato con una possibile triade divina (si tratterebbe di divinità aniconiche - cioè prive di immagine - rappresentate dagli stessi pilastrini) che rievocano il Tripillar Shrine scoperto da archeologi canadesi a Kommòs (sulla costa meridionale dell'Isola), dove si era presupposto un legame con la frequentazione del sito da parte di mercanti e navigatori fenici.

## Tempio A

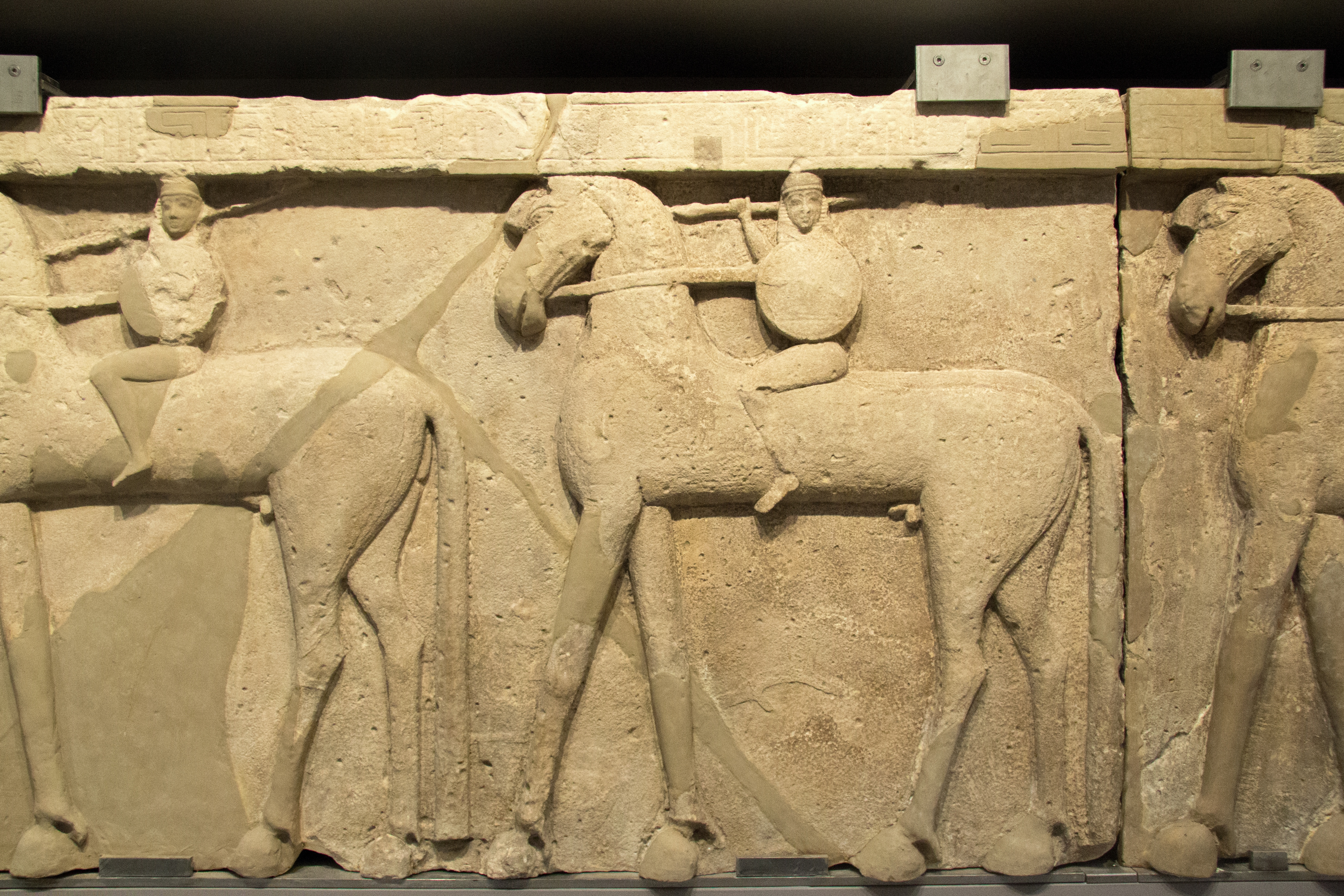
Fregio di cavalieri

Il tempio A (datato intorno al 625-620 a.C.), fu trovato e identificato nelle campagne di scavo di Pernier. La struttura è costituita da una cella semplice con ingresso in antis, tale edificio prende il nome di Oikos. Il soffitto (forse a spioventi) doveva essere retto da due colonnine lignee disposte in senso longitudinale le cui basi in pietra sono tuttora visibili, attorno alle quali si officiavano diversi rituali con il fuoco (data una cospicua presenza di ceneri all'interno di una eschara, ossia "focolare" di forma rettangolare).
La sua grande importanza la deve al fatto che esso è fra gli esempi più antichi di tempio greco e costituisce un punto di riferimento unico per la conoscenza della formazione della scultura templare greca. Il tempio era infatti decorato da un fregio di cavalieri e da due figure femminili sedute su di un architrave decorato a rilievo (dov'è scolpita in una sorta di nicchia una figura femminile stante, forse la divinità Rhea o Artemide), tuttavia sulla collocazione nell'edificio di queste opere plastiche ancora si discute sin dalla prima ricostruzione proposta dalla missione italiana ed esposta nel 1914 nel Museo di Candia. Alcuni autori la mettono spesso a confronto con la Dama di Auxerre, del periodo compreso tra il 650 e il 625 a.C. e conservata nel Museo del Louvre di Parigi.
Nel corso delle ricerche condotte negli ultimi anni sono stati scoperti nuovi rilievi che integrano il complesso delle sculture. Tali frammenti si è proposto di ricollocarli, insieme ad un progetto di pulitura, revisione e nuova esposizione delle sculture del tempio A nel Museo di Candia. Gli studi che ne conseguiranno daranno l'occasione di riprendere, con nuova documentazione, il problema della ricostruzione del tempio A, a tutt'oggi tassello fondamentale nella storia dell'architettura greca. Nelle indagini effettuate nel corso del 2003 e 2005 si sono trovate le più antiche tracce di frequentazione dell'area a ovest del tempio, Tardo Minoico III C, mentre nel 2007 a ridosso dello stesso sono venute alla luce tracce di frequentazioni del periodo Sub-Minoico.

## Deposito votivo
Nel 1899 l'Halbherr rinvenne casualmente, a nord-est dei templi A e B, manufatti del Tardo Minoico III appartenuti ad un deposito votivo. I reperti consistevano in alcuni frammenti di statuette fittili di divinità femminili (la figurina è conosciuta come la Gazi goddess) con le braccia alzate e quattro esemplari del tipo dello snake tube, oggetto sacro tipico del periodo.
Nel 1906 Luigi Pernier riprese lo scavo e aprì nove trincee. Una di queste (la ottava) restituì, ad una profondità di m 0.50 circa, un "deposito degli idoli" (come definito dall'archeologo romano), consistente in un gruppo di statuette e frammenti di statuette riuniti in un unico punto. Interessanti "due testine ad alto rilievo con parrucca egizia" di stile dedalico.
Nel 1996 la Missione diretta dal prof. Giovanni Rizza è tornata ad esplorare l'area lungo il margine orientale della Patéla, portando alla luce i resti di costruzioni ormai totalmente distrutte. Tra queste spicca una grande eschara (focolare) rettangolare incassato nella roccia. Qui doveva esserci probabilmente un ambiente le cui sole tracce sono un tratto di pavimento di lastre di pietra e una canaletta scavata nella pietra. Tra i materiali più significativi una testina fittile del tipo Tardo Minoico III C, tre frammenti di gonna cilindrica della Gazi goddess, un frammento di gamba di animale fantastico e un modello fittile di altare con finestra.
Il prof. Dario Palermo ha ipotizzato che "il deposito votivo risale alla fine dell'età del bronzo (Tardo Minoico III C) e che la posizione del luogo di culto, elevata e panoramica, rientra nella tradizione dei peak sanctuaries minoici".
Il deposito si collocherebbe tra il Tardo Minoico III C e l'età Orientalizzante. L'interruzione dei culti nell'area in quest'epoca fu dovuta probabilmente all'erezione del tempio A dedicato ad una dea femminile (forse Artemide) che aveva ormai soppiantato la primitiva divinità minoica.

## Agios Panteleimon

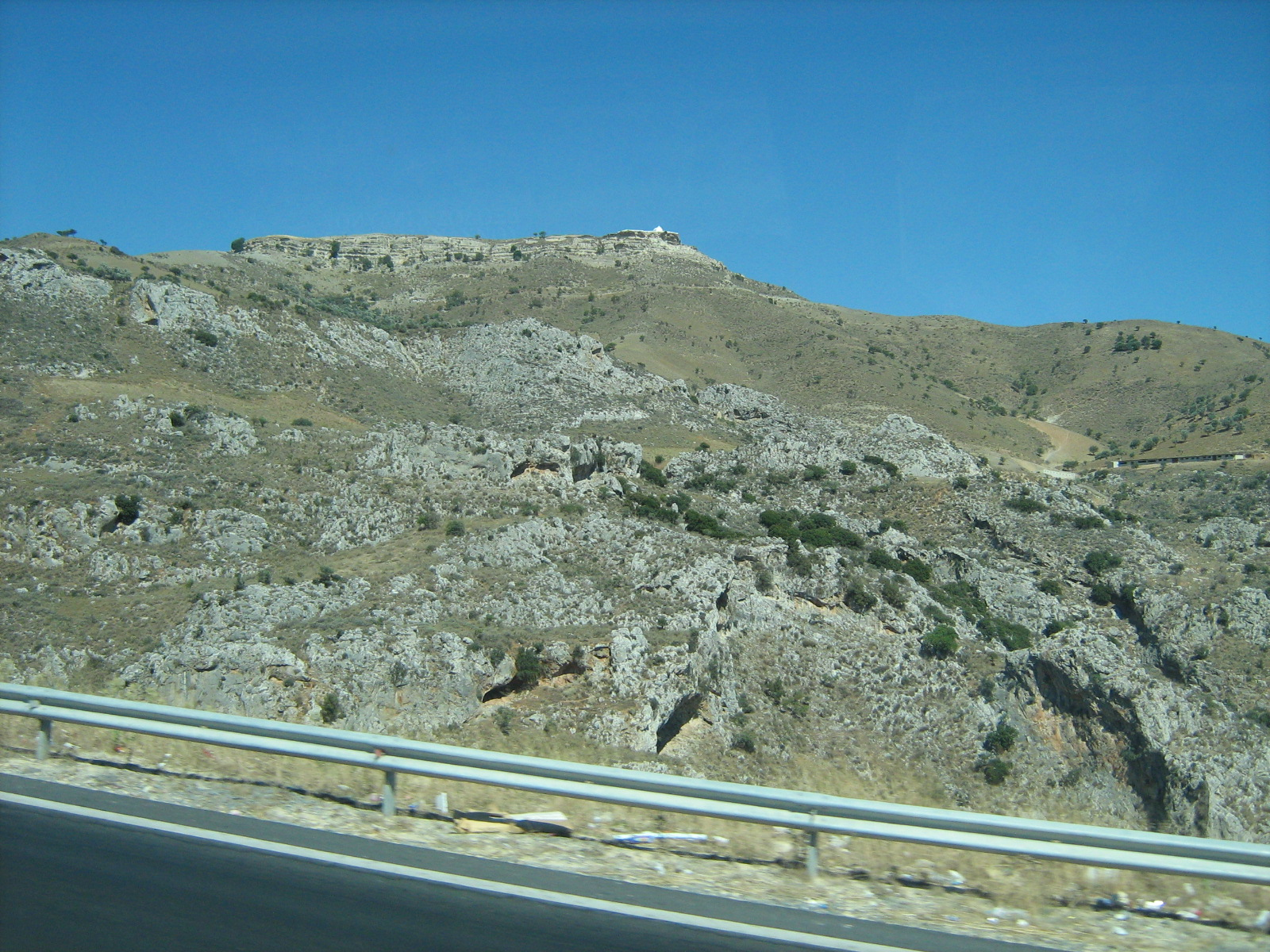
La Patéla vista dalla strada a scorrimento veloce

Sulla Patéla, oltre agli scavi, è presente il piccolo tempietto di Agios Panteleimon (Άγιος Παντελεήμον in greco), eretto sulla punta più alta e settentrionale dell'altopiano.
Qui ogni anno una gremita folla di fedeli si riunisce il pomeriggio del 26 e la mattina del 27 luglio, in occasione della festa del Santo. Si inizia con i Vespri del pomeriggio del 26 e si continua con la benedizione del pandolce tipico, condito con cannella e chiodi di garofano, e la sua distribuzione.
Per giungere in cima si attraversa - in condizioni di alta pericolosità e la notte del 26 al buio - uno stretto sentiero ricavato lungo il bordo settentrionale, affacciato sullo strapiombo. Tuttavia il rischio non sembra scoraggiare i fedeli - provenienti non solo da tutta l'Isola ma anche dalla Grecia continentale - che invece sembrano ben lieti di giungere fino in cima da cui poter godere dell'eccezionale panorama che la Patéla offre: dalle pendici ovest dei monti Psiloritis di Candia a nord e ad est fino alla cima del pianoro di Lassithi.

## Altri siti
Nelle vicinanze esistono altre località di grande interesse archeologico, soprattutto per i manufatti restituiti.

### Necropoli
Nelle immediate vicinanze invece sono venute alla luce le antiche Necropoli, attestate durante lo stesso periodo di vita della città, ed esplorate tra il 1969 e il 1978.
Furono identificate tre fasi:
- La prima ad incinerazione dentro pozzetti ovoidali scavati nella roccia e datate al Tardo Minoico III C;
- Una seconda fase in parte parallela caratterizzata dall'inumazione in tombe a thòlos e dalla presenza di gruppi di tombe di cavalli;
- Infine una serie di sepolture ad incinerazione, fra il periodo geometrico e l'orientalizzante, in recipienti fittili coperti da pietrame, accompagnata da una serie numerosissima di stele funebri[13].

### Mandra di Gipari
Proprio di fronte alla collina di Rhizenia si trova la località Mandra di Gipari, da dove sono emerse le antiche officine dei vasai. Tale opportunità ha svelato importanti dettagli tecnici circa il funzionamento dei forni, nonché - grazie al rinvenimento degli "scarti di fornace" si è potuto stabilire quali forme si producevano nelle varie officine e l'ambito di destinazione nella città. Tra l'altro l'identificazione del Pittore di Priniàs, autore di alcuni vasi rinvenuti nella necropoli, ha aggiunto un tassello al "periodo buio" che separa il Neopalaziale dalle prime attività dell'arte greca.